# Ramón Bayeu
Ramón Bayeu y Subías (ur. 2 grudnia 1744 w Saragossie, zm. 1 marca 1793 w Aranjuez) – hiszpański malarz barokowy.
Pochodził z zamożnej rodziny malarzy (jego braćmi byli nadworny malarz Francisco i Manuel Bayeu). Studiował, a później pracował, razem z bratem Franciskiem. W 1766 dzięki protekcji brata wygrał konkurs organizowany przez Królewską Akademię Sztuk Pięknych św. Ferdynanda pokonując m.in. młodego Goyę. Nagrodą w konkursie było stypendium na studia w Rzymie.
Od 1773 r. tworzył malowidła olejne na płótnie (kartony do tapiserii) na zamówienie Królewskiej Manufaktury Tapiserii Santa Bàrbara. Były to dzieła wykonane w skali 1:1 (w ściśle określonym formacie), w oparciu o które tkano gobeliny. Wykonał w sumie 35 takich malowideł m.in. El choricero, El juego de bolos, El majo de la guitarra i El muchacho de la esportilla. Przy niektórych projektach współpracował ze swoim szwagrem Franciskiem Goyą. Część wykonanych przez niego kartonów oraz miedziorytów znajduje się w Muzeum Prado. 
Został nadwornym malarzem Karola IV 20 kwietnia 1791 roku. W tym samym roku namalował portrety dzieci królewskiej pary w ich letniej rezydencji Pałacu w Aranjuez. Prawdopodobnie najpierw namalował portrety infantek Marii Amelii i Marii Ludwiki, a gdy te zostały zaakceptowane, sportretował także infanta Karola Marię, infantkę Marię Izabelę i księcia Ferdynanda (Ferdynand VII jako dziecko).